# 인간 행동

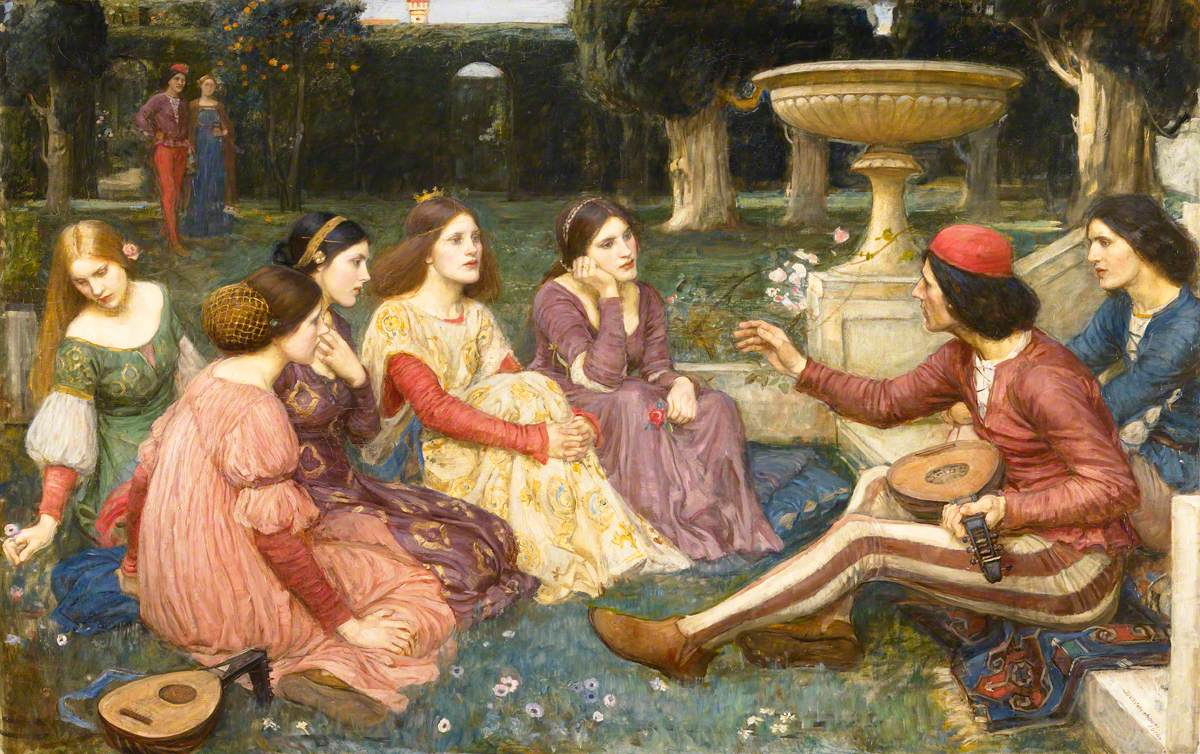
사회적 상호 작용과 창의적 표현은 인간 행동의 한 형태다.

인간 행동은 인간 개인이나 집단이 일생 동안 내부 및 외부 자극에 반응할 수 있는 잠재되거나 표현된 것이다. 개인의 성격, 기질 및 유전학의 특정 특성은 더 일관성이 있을 수 있지만 다른 행동은 출생에서 청소년기, 성인기, 그리고 예를 들어 부모가 된 후 은퇴 하는 삶의 단계 사이를 이동함에 따라 변한다.
행동은 또한 부분적으로 생각과 감정에 의해 좌우되며, 이는 개인 의 정신에 대한 통찰력을 제공하고 태도와 가치와 같은 것을 드러낸다. 인간의 행동은 심리적 특성에 의해 형성된다. 성격 유형은 사람마다 다르며 다른 행동과 행동을 낳는다. 예를 들어, 외향적인 사람들은 내향적인 사람들보다 파티와 같은 사회 활동에 참여할 가능성이 더 크다.

(다른 유기체와 마찬가지로) 인간의 행동은 스펙트럼에 속하므로 일부 행동은 일반적이고 다른 행동은 비정상적이며 일부는 허용되고 다른 일부는 허용 범위를 벗어난다. 행동의 수용 가능성은 사회적 규범에 크게 의존하고 다양한 사회적 통제 수단에 의해 규제되며, 부분적으로는 일반적으로 인간 사회의 본질적으로 순응적인 성격 때문이다. 따라서 사회 규범은 또한 행동을 조건화하여 인간이 특정 규칙을 따르고 주어진 사회 또는 문화에 따라 허용되거나 허용되지 않는 것으로 간주되는 특정 행동을 표시하도록 압력을 가한다.
인간 행동 은 심리학, 사회학, 경제학, 인류학을 포함하는 사회 과학에 의해 연구 된다. 사회학에서 행동 은 의미가 없는 행동, 즉 아무 사람을 대상으로 하지 않는 행동을 포함하여 모든 기본적인 인간 행동을 광범위하게 가리킬 수 있다. 이러한 일반적인 의미의 행동 을 사회적 행동으로 착각해서는 안 된다. 다른 사람을 향한 행동을 설명하는 인간 행동의 하위 집합인 사회적 행동은 사회적 상호 작용과 문화, 윤리, 사회적 환경, 권위, 설득 및 강제의 상당한 영향과 관련이 있다.

## 같이 보기
- 행동 현대성
- 행동주의